# Вероника копетдагская
Вероника копетдагская (лат. Veronica kopetdaghensis) — многолетнее травянистое растение, вид рода Вероника (Veronica) семейства Подорожниковые (Plantaginaceae).

## Распространение и экология
Азия: Иран (Копетдаг); территория бывшего СССР: Копетдаг (гора Чапан-Даг).
Произрастает на каменистых участках и у тающих снежников, на высоте 2300—3000 м.

## Ботаническое описание
Корневище тонкое, удлиненное, деревянистое, сильно ветвистое. Стебли многочисленные, ветвистые, высотой 5—8 (до 10) см, тонкие, приподнимающиеся или восходящие, образующие рыхлую дернину. Всё растение очень коротко опушённое мелкими, простыми и прямыми, а в верхней части растения железистыми, волосками.
Листья супротивные, длиной 4—5 (до 8) мм, шириной 2—4 мм, треугольно-яйцевидные или яйцевидно-продолговатые, с наибольшей шириной в усечённом или округленном основании, на верхушке туповатые, на тонких черешках длиной около 1—1,5 мм, по краю городчатые и часто завёрнутые, иногда почти цельнокрайные, сверху голые или почти голые, снизу более менее коротко опушённые.
Кисти конечные, рыхлые, 2—8-цветковые; цветоножки тонкие, прямые, вдвое или втрое длиннее прицветников и чашечки; прицветники длиной 1—3,5 мм, шириной 1,5—2 мм, удлинённо-продолговатые, тупые и цельнокрайные, коротко опушённые. Чашечка четырёхраздельная, длиной 2—3 мм, коротко опушённая, доли чашечки продолговатые, туповатые, сросшиеся при основании; венчик синий, колесовидный, диаметром 7—9 мм, отгиб венчика с тремя округлыми и одной продолговатой лопастью. Тычинки короче венчика, с округлыми пыльниками и тёмными нитями; завязь двугнездная, голая.
Коробочка сердцевидная, с неглубокой, тупой выемкой, у основания клиновидная, по краю и на поверхности опушённая, незначительно превышает чашечку. Семена не известны.
Цветёт в июне — июле.

## Таксономия
Вид Вероника копетдагская входит в род Вероника (Veronica) семейства Подорожниковые (Plantaginaceae) порядка Ясноткоцветные (Lamiales).
|  |                                      |  |                                                             |                                                             |                          |  | ещё 21 семейство (согласно Системе APG II) | ещё 21 семейство (согласно Системе APG II) |                           |  |  |  | ещё от 300 до 500 видов |
|  |                                      |  |                                                             |                                                             |                          |  | ещё 21 семейство (согласно Системе APG II) | ещё 21 семейство (согласно Системе APG II) |                           |  |  |  | ещё от 300 до 500 видов |
|  |                                      |  |                                                             | порядок Ясноткоцветные                                      |                          |  |                                            |                                            | род Вероника              |  |  |  |                         |
|  |                                      |  |                                                             | порядок Ясноткоцветные                                      |                          |  |                                            |                                            | род Вероника              |  |  |  |                         |
|  | отдел Цветковые, или Покрытосеменные |  |                                                             |                                                             | семейство Подорожниковые |  |                                            |                                            | вид Вероника копетдагская |  |  |  |                         |
|  | отдел Цветковые, или Покрытосеменные |  |                                                             |                                                             | семейство Подорожниковые |  |                                            |                                            |                           |  |  |  |                         |
|  |                                      |  | ещё 44 порядка цветковых растений (согласно Системе APG II) | ещё 44 порядка цветковых растений (согласно Системе APG II) |                          |  |                                            | ещё 90 родов                               | ещё 90 родов              |  |  |  |                         |
|  |                                      |  |                                                             | ещё 44 порядка цветковых растений (согласно Системе APG II) |                          |  |                                            |                                            | ещё 90 родов              |  |  |  |                         |